# Sonja Drakulich
Pour l’article ayant un titre homophone, voir Drakulić.
Sonja Drakulich est une autrice-compositrice-interprète et productrice américaine, principalement connue pour être la cofondatrice et chanteuse du groupe de renommée internationale Stellamara depuis 1994, ainsi que pour avoir été chanteuse, joueuse de hammered dulcimer et percussionniste au sein du groupe allemand Faun en 2013 et 2014.

## Biographie
Née d'une mère hongroise et d'un père serbe, Sonja Drakulich s'établit très tôt à Los Angeles pour ses études. Elle commence à jouer de la musique balkanique et médiévale européenne ainsi que ses propres compositions à l'âge de 18 ans. Elle débute également des études de chant classique hindoustani et persan, puis s'élargit au chant turc, grec et arabe.
Elle contribue à divers projets musicaux, principalement pour des groupes électro-acoustiques, des projets musicaux orientaux, ainsi que pour des films dramatiques, séries télévisées et documentaires.

## Discographie
- 1997 : Stellamara - Star Of The Sea
- 1997 : Lumin - Datura
- 2004 : Stellamara - The Seven Valleys
- 2004 : Azigza - Kriyâ
- 2004 : Diana Rowan - Panta Rhei
- 2009 : Stellamara - The Golden Thread
- 2013 : Faun - Von den Elben
- 2014 : Faun - Luna

Source : Discogs